# Baldana de ceba
La baldana de ceba també coneguda com a botifarra de ceba o botifarró de ceba és un embotit cuit elaborat amb sang i ceba. És un producte típic de les Terres de l'Ebre però també present al País Valencià. Es considera una variant de la baldana d'arròs. El seu origen prové de l'aprofitament de les carns greixoses i de la sang després de la matança del porc. Encara que actualment s'elabora principalment a les carnisseries.
De la mateixa manera que totes les botifarres de sang presenta una coloració marró i vermellosa. De textura granulosa i puntualment gelatinosa per la presència de les cotnes. Els seus ingredients són la carn de cap de porc, les cotnes, la cansalada, la sang, la ceba, la sal i el pebre.
Per elaborar-la es trinxen les carns del porc, es barregen amb la cansalada i la ceba cuita o crua. Es salpebre la barreja i finalment s'hi afegeix la sang. Ocasionalment també s'utilitzen pinyons o avellanes. Seguidament s'emboteix la barreja en budells prims de porc, es lliguen formant enfilades de 10 cm de longitud i un calibre aproximat de 34 mm. Es couen en una caldera i un cop cuites s'escorren durant mitja hora o tres quarts.
Es sol consumir fregida o a la brasa igual que la baldana d'arròs. O bé dins de l'escudella. La baldana de ceba és considerat un aliment molt energètic amb molts de nutrients. La cansalada aporta una elevada quantitat de greix principalment greix saturat. La sang proteïnes i ferro. I la ceba conté antioxidant com ara els flavonoides.